# 曾丽
曾丽（1969年6月—），贵州凯里人，苗族，中国致公党党员。中华人民共和国政治人物、第十三届全国人民代表大会贵州省代表。

## 生平
2018年，曾丽被选为贵州省出席第十三届全国人民代表大会代表。